# Đào khỉ lá rộng
Đào khỉ lá rộng (danh pháp khoa học: Actinidia latifolia) là một loài thực vật có hoa trong họ Dương đào. Loài này được (Gardner & Champ.) Merr. mô tả khoa học đầu tiên năm 1922.